# Резолюция 189 на Съвета за сигурност на ООН
Резолюция 189 на Съвета за сигурност на ООН е приета единодушно на 9 април 1964 г. по повод жалбата на Камбоджа, отнасяща се до неколкократните актове на агресия по отношения на нейната територия и гражданско население, извършени от военни части на Съединените щати и Южен Виетнам. Резолюция 189 осъжда инцидентите, предизвикани от навлизания на части на виетнамската армия на територията на Камбоджа, и настоява за справедлива компенсация за камбоджанската страна. Освен това Съветът за сигурност настоява отговорните за това лица да предприемат необходимите мерки за предотвратяване на нови нарушения на виетнамо-камбоджанската граница. Резолюция 189 призовава всички държави и власти, и в частност страните от Женевската конференция, да признават и уважават неутралитета и териториалната цялост на Камбоджа. В последната част на Резолюция 189 Съветът за сигурност решава да изпрати трима от своите членове до местата, където са се случили последните инциденти, за да проучат мерките, необходими за предотвратяване на тяхното повторение, и да докладват заключенията си на Съвета в срок от 45 дни.
На 24 юли 1964 г. мисията, изпратена от Съвета за сигурност, докладва, че положението по границите на Камбоджа остава напрегнато и че решение на въпроса все още не е намерено.